# Rybníky na Moravě
Rybníky (deutsch Ribnik) ist eine Gemeinde in Tschechien. Sie liegt vier Kilometer südwestlich von Moravský Krumlov und gehört zum Okres Znojmo.

## Geographie

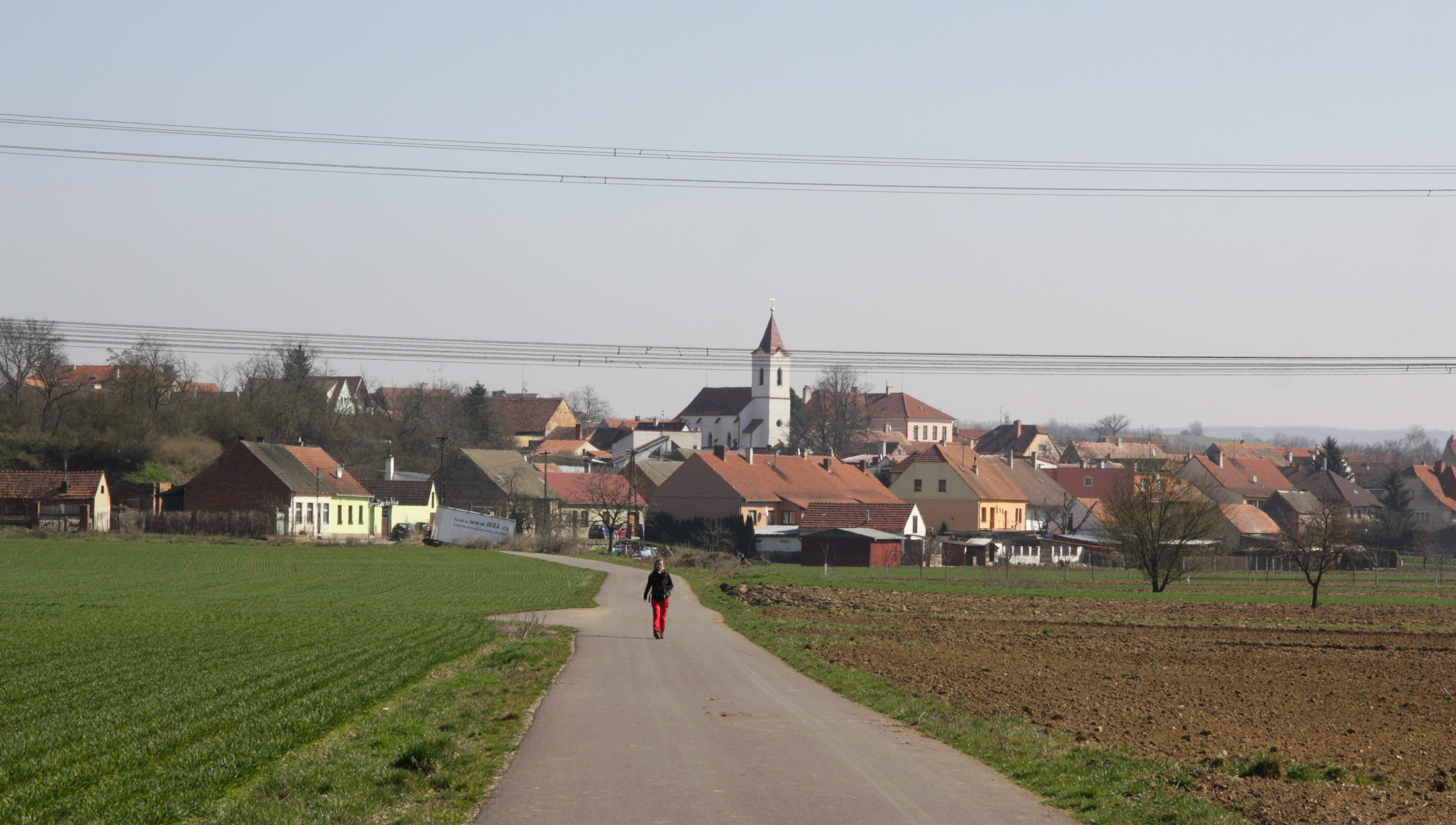
Ortsansicht

Rybníky befindet sich am linken Ufer der Rokytná – gegenüber der Einmündung des Baches Ledvický potok – in der Jevišovická pahorkatina (Jaispitzer Hügelland), einem Subsystem der Böhmisch-Mährischen Höhe. Östlich des Dorfes liegt der Teich Týnský rybník. Im Nordosten erhebt sich der Perk (294 m n.m.), südöstlich der Topánovský kopec (269 m n.m.) und im Nordwesten der Pipele (331 m n.m.). Durch Rybníky führt die Staatsstraße II/413 zwischen Moravský Krumlov und Znojmo. Nördlich des Dorfes verläuft die Anschlussbahn zum Kernkraftwerk Dukovany durch das Tal des Dobřínský potok. Auf der Anhöhe nördlich von Rybníky liegt der Landeplatz Rybníky u M. Krumlova (ULRYBN).
Nachbarorte sind Dobřínsko und Polánka im Norden, Moravský Krumlov und Rakšice im Nordosten, Vedrovice und Leskoun im Osten, Bohutice und Lesonice im Südosten, Petrovice und Dobelice im Süden, Vémyslice im Südwesten, Kuchyňkův Mlýn und Tulešice im Westen sowie Horní Dubňany und Dolní Dubňany im Nordwesten.

## Geschichte
Das Dorf Rybníky entstand wahrscheinlich vor 1200 und gehörte zu den Ländereien der Přemysliden. Der Ortsname leitet sich von zahlreichen Teichen her, die vor Jahrhunderten in der Umgebung bestanden. Erstmals urkundlich erwähnt wurde der Ort im Jahre 1238. Es wird angenommen, dass das Dorf bereits seit der Errichtung der Burg Krumlov zu deren Gütern gehörte und stets bei ihr verblieb. Grundherren waren seit Anfang des 14. Jahrhunderts die Herren von Leipa, von 1368 bis 1434 die Herren von Krawarn und danach erneut die Herren von Leipa. Nach der Schlacht am Weißen Berg wurden 1621 sämtliche Güter des Berthold Bohuslaw (Bohubud) von Leipa, der ein Anführer der mährischen Stände war, konfisziert. 1625 erwarb Gundaker von Liechtenstein die Herrschaft Krumlov, die danach fast 300 Jahre im Besitz des Hauses Liechtenstein verblieb. 1708 erhielt die Gemeinde ein Halbrecht auf freien Weinschank; zugleich wurde das alte Ortssiegel bestätigt, es trug die Umschrift RIBNICKA PECZIET. Ab 1750 wurde in einer Chaluppe unterrichtet. 1823 erfolgte der Bau eines neuen Schulhauses.
Im Jahre 1835 bestand das im Znaimer Kreis gelegene Dorf Ribnik bzw. Rybniky aus 91 Häusern, in denen 465 Personen lebten. Im Ort gab es eine Schule, eine Mühle und ein Wirtshaus. Abseits des Dorfes lag die Tochterkirche St. Margarethen. Pfarrort war Krummau. Bis zur Mitte des 19. Jahrhunderts blieb Ribnik der Fideikommiss-Primogeniturherrschaft Mährisch-Krummau untertänig.
Nach der Aufhebung der Patrimonialherrschaften bildete Rybník / Ribnik ab 1849 eine Gemeinde im Gerichtsbezirk Mährisch Kromau. Ab 1869 gehörte das Dorf zum Bezirk Mährisch Kromau. Zu dieser Zeit hatte Rybník 482 Einwohner und bestand aus 80 Häusern. Seit den 1870er Jahren wird Rybníky als Gemeindename verwendet. 1895 entstand ein neues Schulgebäude. Die Freiwillige Feuerwehr wurde 1898 gegründet. Im Jahre 1900 lebten in Rybníky 546 Personen; 1910 waren es 575. Beim Zensus von 1921 lebten in den 125 Häusern der Gemeinde 601 Personen, darunter 593 Tschechen.  Im Jahre 1930 bestand Rybníky aus 136 Häusern und hatte 589 Einwohner. Nach der deutschen Besetzung wurde die Gemeinde 1939 in den Gerichtsbezirk Hrottowitz und den Kreis Mährisch Budwitz umgegliedert; bis 1945 gehörte Rybníky / Ribnik zum Protektorat Böhmen und Mähren. Nach dem Kriegsende erfolgte die Wiederherstellung der alten Bezirksstrukturen. Die Schule wurde nach dem Zweiten Weltkrieg umgebaut. Im Jahre 1950 hatte Rybníky 495 Einwohner. 1957 wurde ein Kulturhaus gebaut. Im Zuge der Gebietsreform und der Aufhebung des Okres Moravský Krumlov wurde die Gemeinde am 1. Juli 1960 dem Okres Znojmo zugewiesen. 1969 entstand ein Kindergarten. Wegen zu geringer Schülerzahl wurde 1978 die Schule geschlossen. Am 1. Juli 1980 erfolgte die Eingemeindung nach Moravský Krumlov. Seit dem 24. November 1990 besteht die Gemeinde wieder. Die Schule wurde 1990 wieder eröffnet und später das Gebäude rekonstruiert. Beim Zensus von 2001 lebten in den 158 Häusern von Rybníky 375 Personen. Die Alte Schule dient heute als Sitz der Gemeindeverwaltung und Bibliothek.

## Gemeindegliederung
Für die Gemeinde Rybníky sind keine Ortsteile ausgewiesen. Das Gemeindegebiet bildet den Katastralbezirk Rybníky na Moravě.

## Sehenswürdigkeiten

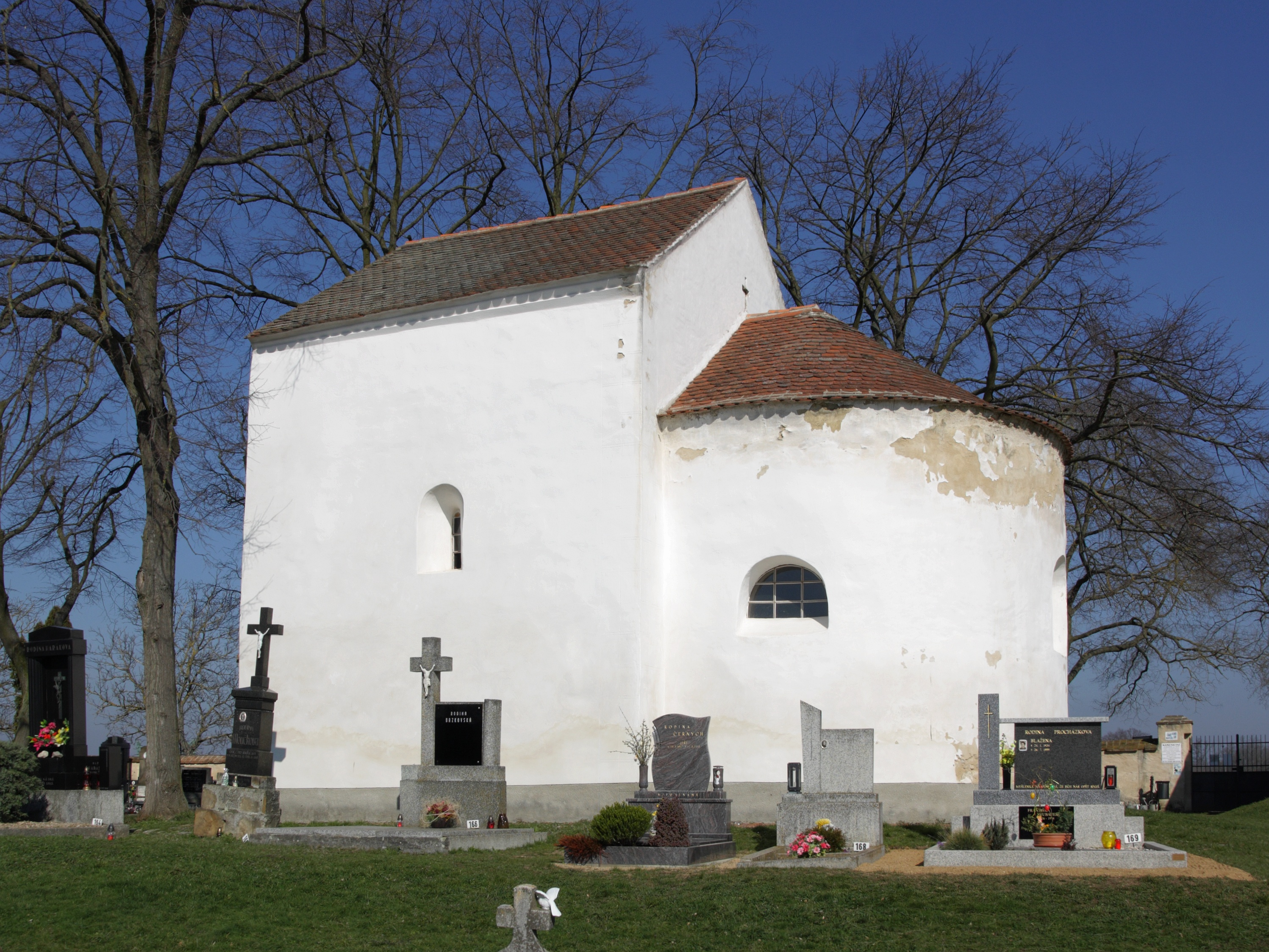
Kapelle der hl. Margarethe

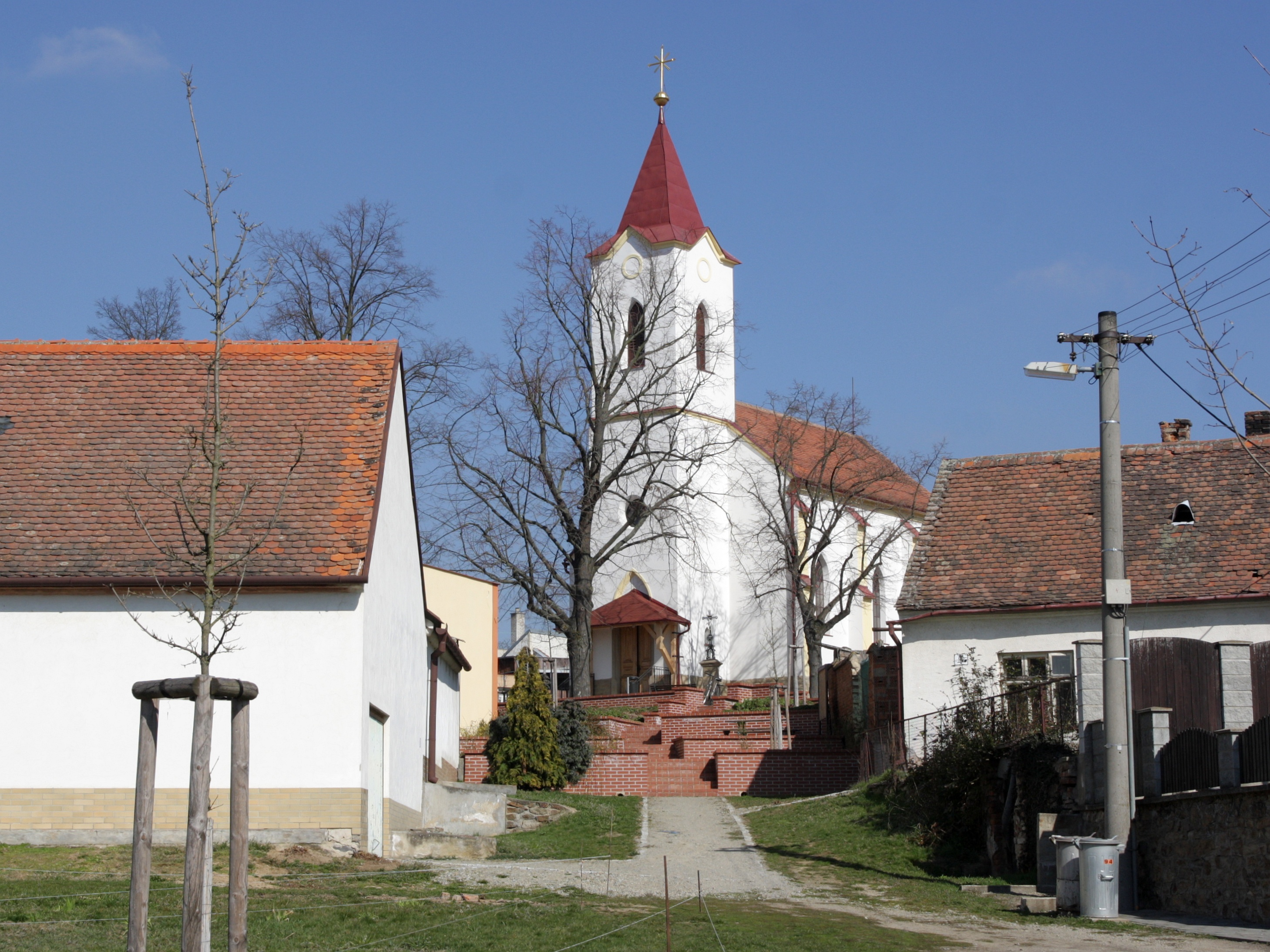
Kirche der hll. Kyrill und Method

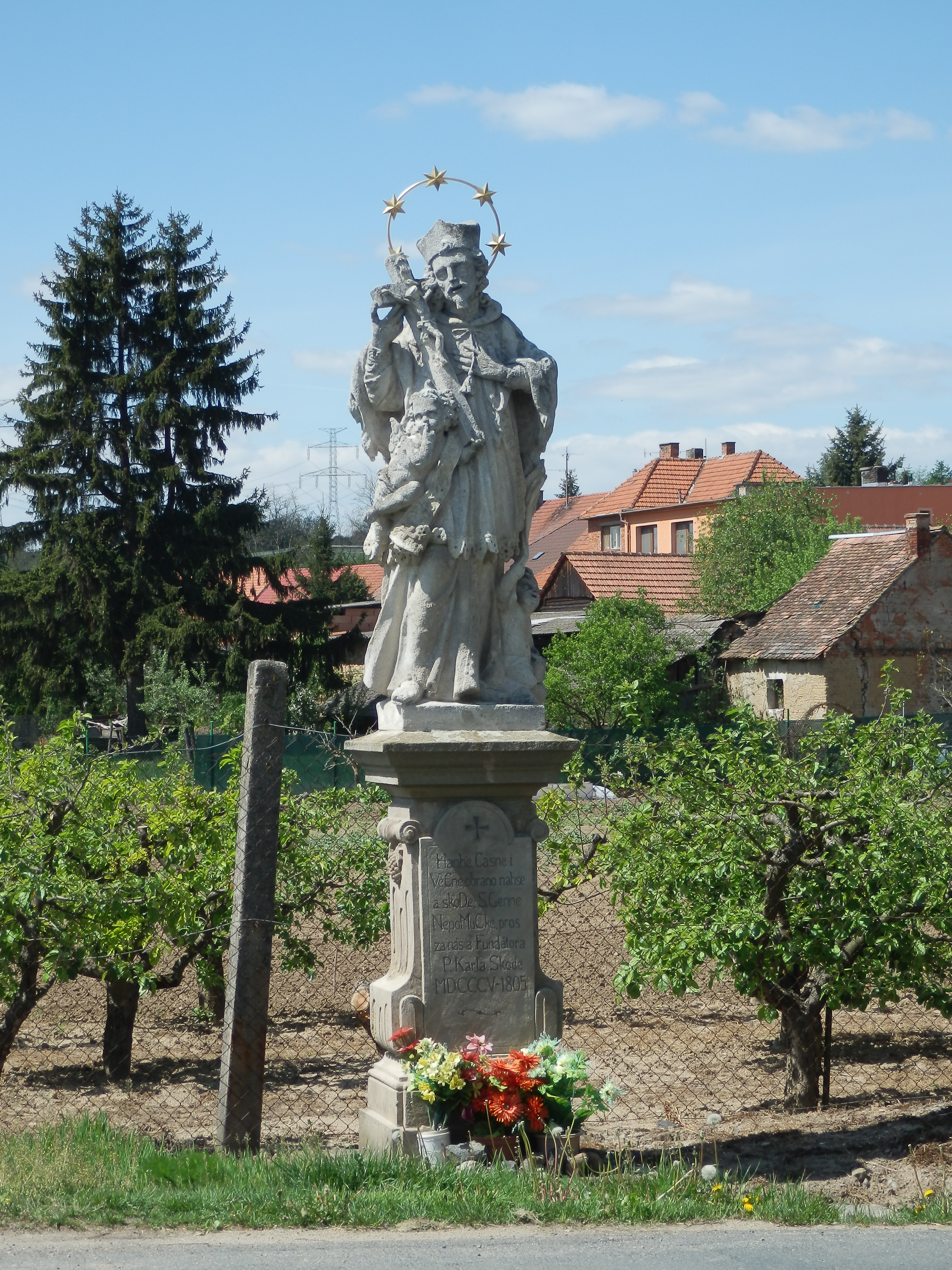
Statue des hl. Johannes von Nepomuk

- Friedhofskapelle St. Margarethen, einen Kilometer östlich des Dorfes auf einem Hügel. Sie wurde im 13. Jahrhundert als Pfarrkirche des im 15. Jahrhundert erloschenen Dorfes Topánov (Tupanow) errichtet, dessen Fluren Rybníky zugeschlagen wurden. Wegen Einsturzgefahr des Kirchturms wurde sie teilweise abgetragen und das Presbyterium zur Kapelle umgewandelt.
- Barocke Wassermühle, erbaut 1804
- Kirche der hll. Kyrill und Method, errichtet nach Plänen des Baumeisters Reischl aus Moravský Krumlov für 9734 Gulden. Sie wurde am 25. Juli 1877 nach einer Bauzeit von einem reichlichen Vierteljahr geweiht.
- Statue des hl. Johannes von Nepomuk, aus dem Jahre 1805
- Bildstock, an der Straße nach Moravský Krumlov
- Flurkreuz, an der Straße nach Moravský Krumlov